# 1990年阿富汗未遂政变
1990年阿富汗未遂政变发生于1990年3月6日，当时担任阿富汗国防部长的强硬派共产主义者和人民派成员沙纳瓦兹·塔奈中将试图推翻阿富汗共和国总统穆罕默德·纳吉布拉的统治。政变失败后，塔奈被迫逃往巴基斯坦。